# 키로보

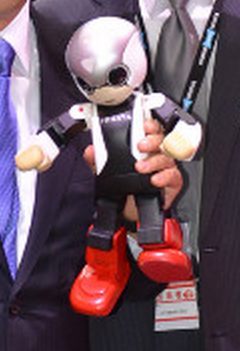

키로보(Kirobo)는 일본 최초의 국제우주정거장 사령관인 와카타 고이치와 동행하기 위해 도쿄 대학과 다카하시 도모타카가 개발한 일본 최초의 로봇 우주비행사다. 키로보는 2013년 8월 4일 일본 다네가시마 우주 센터에서 발사된 무인 재보급 우주선인 JAXA의 H-II 수송체 코우노토리 4호를 타고 2013년 8월 10일 ISS에 도착했다. 미라타라는 이름의 키로보와 쌍둥이는 동일한 특성을 가지고 만들어졌으며 백업 승무원으로 지구에 머물렀다. "키로보"라는 단어 자체는 일본어로 "희망"을 의미하는 "kibō"(希望)와 모든 로봇을 지칭하는 일반적인 약어로 사용되는 "robo"(로보)라는 단어의 합성어이다.

## 개발
키로보는 덴쓰, 도쿄 대학 첨단 과학 기술 연구 센터, 로보 개러지(Robo Garage), 토요타 자동차 및 JAXA(일본 우주항공연구개발기구)의 공동 노력으로 개발되었다. 도쿄대학과 로보 개러지는 로봇 하드웨어와 모션 생성을 담당했고, 토오타는 음성 인식 기능을 만들었고, 덴쓰는 대화 콘텐츠를 만들고 프로젝트를 관리했다. 호야 서비스의 보이스텍스트(VoiceText)는 음성 합성을 제공했다.

## 같이 보기
- 크로이노와 FT